# Sarconesia nigrocyanea
Sarconesia nigrocyanea är en tvåvingeart som först beskrevs av Walker 1836.  Sarconesia nigrocyanea ingår i släktet Sarconesia och familjen spyflugor. Inga underarter finns listade i Catalogue of Life.